# 하포엘 하데라 FC
하포엘 하데라 FC(히브리어: הפועל חדרה, 영어: Hapoel Hadera FC)는 하데라 출신의 이스라엘 축구 구단이다. 현재 리갓 하알에서 뛰고 있으며, 이전에는 8시즌 동안 1부 리그에서 활약한 바 있다.

## 역사
1936년에 창단되었지만 하데라의 하포엘 지점에서 축구 활동은 1928년 초에 이루어졌다. 그러나 팔레스타인 위임통치령 말기에 구단은 1948년 팔레스타인 전쟁으로 인해 EIFA 컵과 리그 대회에 참가했지만 구단은 해체되었다.
이스라엘 독립 선언서 이후 구단은 개혁되어 2부 리그 대회에 진출했다. 1954년 당시 1부 리그였던 리가 알레프로 승격되었다. 그러나 1부 리그에서 첫 시즌이 끝날 무렵 최하위에서 2위를 차지한 후 강등되었다. 1957년에는 리가 알레프(당시 2부 리그)에서 리가 레우밋 승격 플레이오프에 출전할 만큼 높은 순위를 기록했지만 골득실에서 1골 차로 밀려났다.
구단은 1970년까지 또 한 번의 승격을 기다려야 했고, 이후 리가 알레프 챔피언으로 승격했다. 1970-71년 시즌에는 간신히 강등을 피했고, 골득실에서 강등된 마카비 페타티크바를 제치고 1위를 차지했다. 하지만 다음 시즌 최하위를 기록한 후 강등되었다. 이번에는 곧바로 리가 알레프 준우승으로 반등하여 1973-74년 시즌에는 강등권보다 승점 1점 높은 13위를 기록했다.
1974-75년 시즌 클럽은 역대 최고 순위인 7위로 마감했지만, 다음 시즌 강등되었다. 구단은 리가 아르지트(새로운 2부 리그) 챔피언 자격으로 곧바로 2부 리그로 복귀했지만 1979년에 다시 강등되어 2018년까지 1부 리그로 복귀하지 못했다.
1986년과 1989년에 클럽은 리가 아르짓 토토컵에서 우승했다. 1994년에는 하코아 라마트간과의 리그 경기에서 승부 조작 혐의로 유죄 판결을 받아 승점 12점을 감점받았다. 1997년에는 3부 리그로 강등되었고, 1999년 리그 구조조정에 따라 4부 리그로 강등되었다. 2003년에는 다시 리가 베트로 강등되었다.

## 선수 명단

### 현역
참고: FIFA 자격 규정에 따라 소속된 국가대표팀 국기를 표시합니다. 선수는 복수의 FIFA 비회원국 국적을 가지고 있을 수 있습니다.
| 번호 | 포지션 | 국적 | 이름 |
| ---- | ------ | ---- | ---- |

| 번호 | 포지션 | 국적 | 이름 |
| ---- | ------ | ---- | ---- |